# Västra Rönnäs
Västra Rönnäs är en by och tidigare småort i Leksands socken i Leksands kommun. Den är belägen vid Österdalälven nio kilometer ostsydost om Leksand mellan Östra Rönnäs och gränsen mot Ål socken. Byn ligger på östra sidan av älven. Vid 2015 års småortsavgränsning hade orten vuxit samman med Östra Rönnäs småort, men vid avgränsningen 2020 klassades den åter som en separat småort för att 2023 åter kallas som sammanväxt 

## Historia
Ursprungligen ingick Västra Rönnäs tillsammans med Östra Rönnäs i en gemensam by. I äldsta skattelängden 1539 upptas för Rönnäs 5 skattebönder, 4 skattebönder i "Quernåkra" och 2 skattebönder i Holen. Från 1549 redovisas bönderna från Kvarnåkra under Rönnäs. Under år 1552 redovisas även bönderna i Holen under Rönnäs. Därav kan man se att bebyggelsen redan på 1500-talet var uppdelad i byklungor, dels vid själva Rönnäs söder om dagens Västra Rönnäs, i "Hola" vid båthusen i dagens Västra Rönnäs, och på Kvarnåkern i dagens Östra Rönnäs.
Det fanns 60 hushåll i Rönnäs 1766, som är det sista året som de båda bydelarna redovisas tillsammans.